# Ergys Kace
Ergys Kace (Korçë, Albania, 8 de julio de 1993) es un futbolista albanés. Juega de centrocampista y su equipo es el S. C. Gjilani de la Superliga de Kosovo.

## Clubes
| Club                           | País            | Año       |
| ------------------------------ | --------------- | --------- |
| PAOK de Salónica F. C.         | Grecia          | 2010-2020 |
| Anagennisi Epanomi (cesión)    | Grecia          | 2011-2012 |
| F. C. Viktoria Pilsen (cesión) | República Checa | 2016      |
| Panathinaikos F. C. (cesión)   | Grecia          | 2018-2019 |
| AE Larisa (cesión)             | Grecia          | 2019-2020 |
| Aris Salónica F. C.            | Grecia          | 2020-2021 |
| F. K. Partizani                | Albania         | 2021-2022 |
| NFC Veria                      | Grecia          | 2022      |
| F. K. Panevėžys                | Lituania        | 2022      |
| Volos F. C.                    | Grecia          | 2023      |
| Aiolikos F. C.                 | Grecia          | 2023      |
| Kalamata F. C.                 | Grecia          | 2024      |
| S. C. Gjilani                  | Kosovo          | 2024-     |

## Palmarés

### Títulos nacionales
| Título         | Club                | País   | Año  |
| -------------- | ------------------- | ------ | ---- |
| Copa de Grecia | PAOK Salónica F. C. | Grecia | 2017 |